# Gulnoza Matniyazova
Gulnoza Matniyazova (10 agosto 1994) è una judoka uzbeka.

## Palmarès
- Giochi asiatici

Giacarta 2018: bronzo nei 70 kg.
- Campionati asiatici

Bangkok 2013: bronzo nei 70 kg;
Kuwait 2015: bronzo nei 70 kg;
Tashkent 2016: bronzo nei 70 kg.
- Campionati asiatico-pacifici

Fujairah 2019: argento nei 70 kg.
- Campionati asiatici juniores

Bangkok 2010: argento nei 63 kg;
Beirut 2011: oro nei 70kg.
- Campionati mondiali cadetti

Budapest 2009: argento nei 63 kg.

### Vittorie nel circuito IJF
| Data           | Località | Paese      | Categoria |
| -------------- | -------- | ---------- | --------- |
| 7 ottobre 2016 | Tashkent | Uzbekistan | Gran Prix |
| 7 ottobre 2017 | Tashkent | Uzbekistan | Gran Prix |